# A buddhizmus és a kereszténység

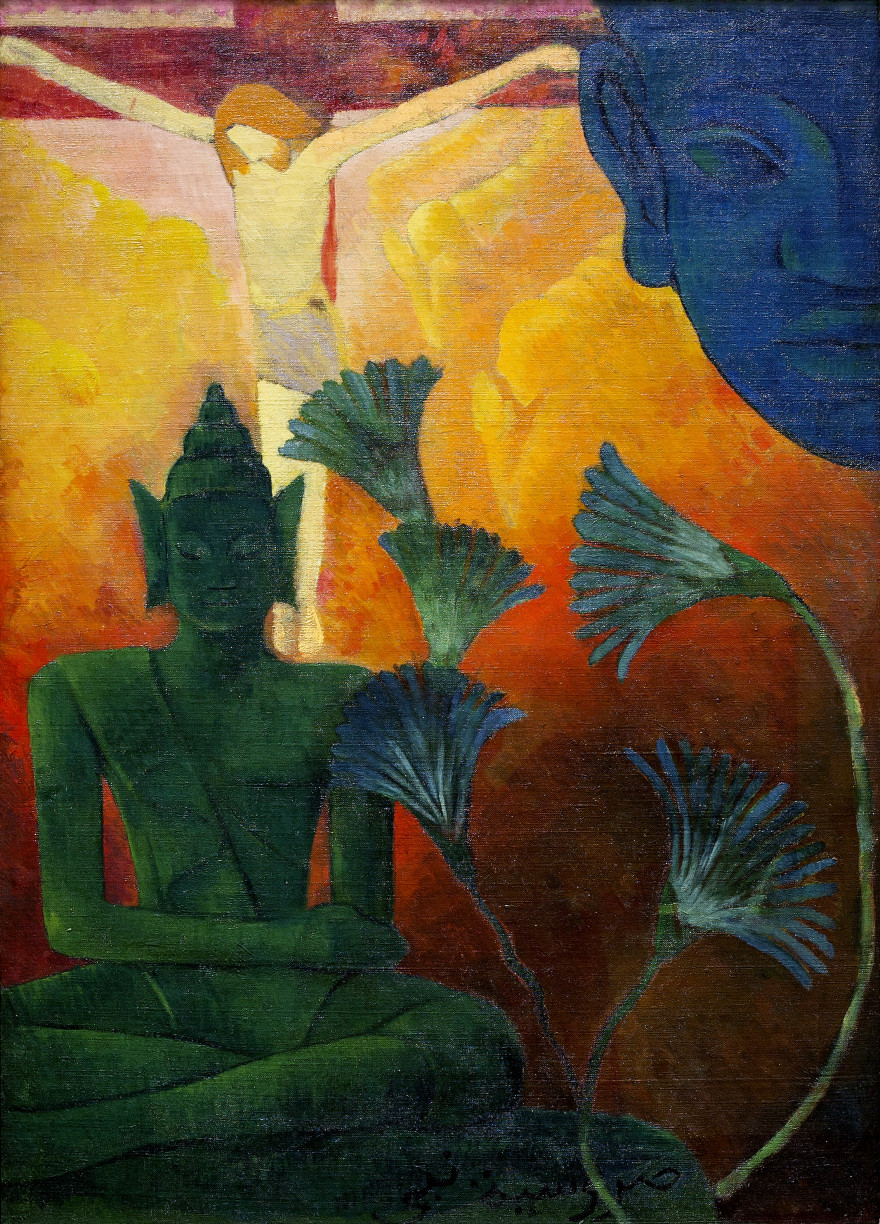
Jézus és Buddha - Paul Ranson, 1880

A buddhizmus és a kereszténység között felszínes párhuzamokat vontak már nem tudományos alapokon, jóllehet a kettő között jelentős és alapvető különbségek vannak. A keresztény egyistenhittel szemben a buddhizmus némileg más jellegű vallás, amelyben a megvilágosodáshoz lényegtelen, hogy létezik-e teremtő vagy sem. Ez szemben áll a kereszténységben fontos helyen álló Isteni kegyelemmel. A buddhizmusban az ok-okozat elvén történnek a jelenségek a lét körforgatagában (szamszára). Egy másik nagy különbség a két hagyomány között az, hogy egy cselekedet, Krisztus keresztre feszítése, a bűnök bocsánatát eredményezte a megtérő emberek számára. Ez ellentmond a buddhista tanításokban szereplő függő keletkezés 12 szemből álló oksági láncolatának.
Jóllehet néhány korai keresztény ismerte a buddhizmust, amelyet egyesek gyakoroltak a Római Birodalomban, a modern keresztény teológusok többsége elutasítja annak lehetőségét, hogy Jézus életében Indiában vagy Tibetben járt volna. Ugyanígy nem fogadják el, hogy közvetlen hatással lett volna a buddhizmus a kereszténység tanításaira. A két vallást összehasonlító próbálkozásokat leginkább parallelomániának tartják, amelyben eltúlzásra kerülnek jelentéktelen hasonlóságok. Azonban az ókorban és a középkorban a selyemút mentén széles körben volt tapasztalható a Keleti Egyház és a buddhizmus közötti szinkretizmus, főleg a középkori Kínai Keleti Egyházban, melynek egyik bizonyítéka a Jézus szútra.

## Eredet és korai érintkezések

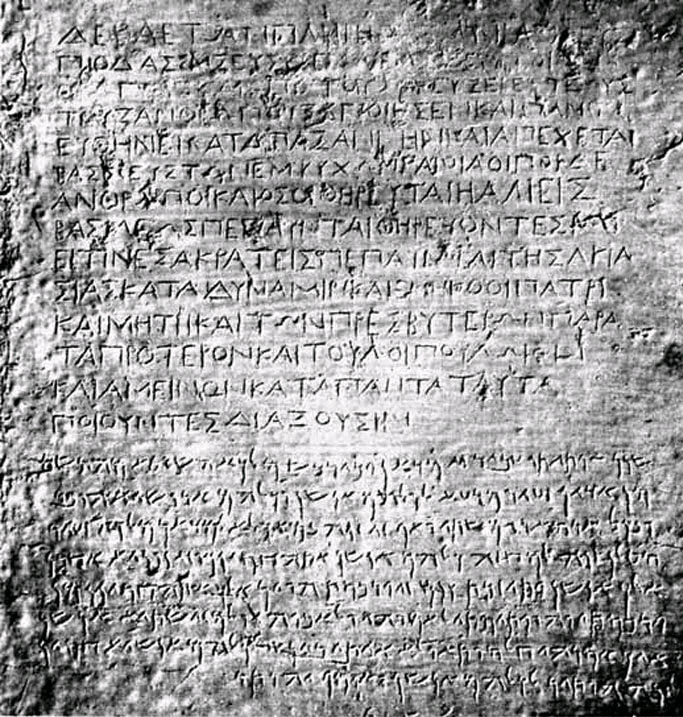
Kétnyelvű felirat Kandahárból (görög és arámi) Kr. e. 3. század - lásd még: Asóka király rendeletei.

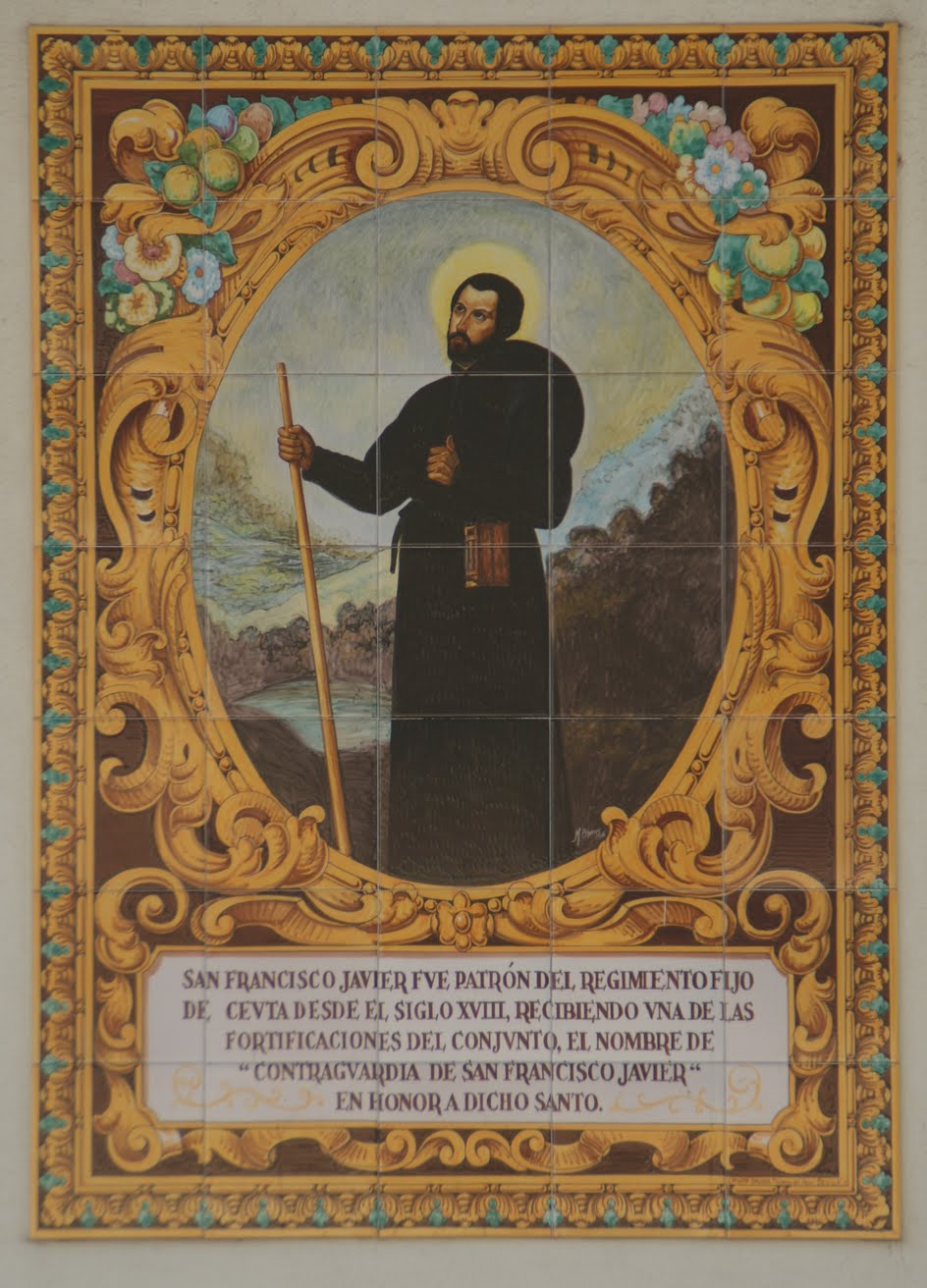
Korai hittérítőt ábrázoló mozaik – a 16. századi Xavéri Szent Ferenc.

A buddhizmus története egészen az indiai Bodh-Gaja városába nyúlik vissza a kereszténység előtt mintegy hat évszázaddal. Emiatt a buddhizmus a ma gyakorolt vallások közül az egyik legősibb.
A kereszténység Palesztinában formálódott az 1. században. A négy keresztény evangélium Kr. u. 70–90 környékéből való, Pál apostol levelei 10-20 évvel korábban keletkeztek. Jóllehet a kereszténység egy sokkal korábbi, Messiásra vonatkozó zsidó próféciára és a zsidók egyistenhitére vezeti vissza magát.
A buddhizmus előkelő helyet foglalt el az ókori görög világban (Gréko-buddhizmus) majd a Nagy Sándor birodalmát követő keleti görög királyságok (Görög-Baktriai Királyság [Kr. e. 250 – 125] és Indo-görög királyság [Kr. e. 180 – Kr. u. 10]). Néhány neves görög buddhista szerzetes neve ismert (Mahadharmarakszita és Dharmarakszita) és az indo-görög I. Menandrosz király is felvette a buddhizmust és támogatta a buddhista egyházat. Tény, hogy maradtak fent az egyiptomi Alexandriában buddhista dharma kerékkel megjelölt sírkövek a Ptolemaida-dinasztia korából, amely bizonyíték arra, hogy a hellén Egyiptomban létezett a buddhizmus, amikor a kereszténység még csak születőben volt. Ettől függetlenül a keresztény tudósok úgy vélik, hogy a buddhizmus nem volt hatással a kereszténységre.
Ismeretes, hogy voltak a korai kereszténységben olyan neves személyek, akik ismerték Buddha nevét és néhány történetet az alakjáról. Szent Jeromos (347 – 420) említi Buddha születését, akiről azt írja, hogy "egy szűz oldalából született". Alexandriai Szent Kelemen (150 k. – 215 k.) is ismerte Buddhát (Sztrómata (I. könyv, XV. fejezet): "Néhányan, az indiaiak közül is engedelmeskednek Buddha (Βούττα) parancsainak, akit, akit különleges szentsége miatt istenként üdvözítenek."
A középkorban a buddhizmusnak csekély nyoma volt Nyugaton. (ilyen például Barlám és Jozafát története, amely a Buddha születéstörténetének VI. sz.-i keresztény átirata. A 13. században nemzetközi utazók (például Giovanni de Piano Carpini és William of Ruysbroeck) jelentéseket küldtek ázsiai utazásuk során a buddhizmusról. Ezekben arról írnak, hogy a buddhizmus hasonlít a keleti keresztény egyház közösségeire. Az ókorban és a középkorban valóban létezett valamiféle szinkretizmus a keleti keresztény egyház és a buddhizmus között a selyemút mentén. Jó példa erre a kínai keleti keresztény egyház Jézus szútrája.
A 16. században a katolikus hittérítők közvetlen kapcsolatba kerültek a buddhizmussal, például Xavéri Szent Ferenc írt a buddhista gyakorlatokról. Miután a 18. században az európai egyetemeken is lehetett folytatni szanszkrit tanulmányokat, az értelmiség könnyebben hozzáférhetett a buddhista szövegekhez is. Idővel megjelentek az első buddhista szimpatizánsok és a 19. század végén az első nyugati emberek vettek menedéket a három drágaságban (Buddha, Dharma (tanítások), Szangha (buddhista közösség)).

## Hasonlóságok
A 19. századtól sok kutató hasonlóságokat vélt felfedezni a buddhizmus és a kereszténység között.
A századok során a kialakuló keresztény kultusz az őskereszténység gyakorlatától eltávolodva sok tekintetben a buddhista kultusszal hasonló vonásokat vett fel: kolostori élet, cölibátus, tonzúra, gyónás, ereklyetisztelet, rózsafüzér, füstölő... 
A 14. Dalai Láma előadásai során gyakran tesz említést arra vonatkozólag, hogy minden nagy világvallás – a filozófiai eltérések ellenére – ugyanazokat az értékeket közvetítik: tolerancia, béke, szeretet, megbocsátás, erőszakmentesség, becsületesség stb.
Nagy hasonlóságot találunk Jézus hegyi beszédének etikája és Buddha beszédeinek eszméje között.
A buddhisták anátman-elve és kultusza, az én bűvöletéből és hatalmából való megszabadulás elméletének és gyakorlatának konzekvens és állhatatos művelése hasonló Jézus tanításához: Szeresd felebarátod, mint önmagad!  Mindez arra ösztönözhet bennünket, hogy leépítsünk valamit egocentrizmusunkból, személyes énünkre való koncentráltságunkból, ami a Nyugat emberére annyira jellemző.
Mindkét vallás elveti a testi élvezeteket, amelyek a tudat alacsonyabb szintjeiről erednek. Mindkét vallás hisz abban, hogy a gonosz az érzékiségben is gyökerezik. A bűn és az önzés tana a bukás felé tereli az embert. Erősen hangsúlyozzák az egész emberiség érdekében vállalt együttérzést és szolgálatot.
Buddha követője nagyon elszántan törekszik arra, hogy tudatában legyen gondolatainak, szavainak és tetteinek. A történelem tanúsága szerint Jézus hű követői is teljes mértékben egy magasabb szintű Önvalónak szentelték magukat, saját testi énjük helyett. Mind a kereszténység, mind a buddhizmus hisz benne, hogy az egyénnek saját erkölcsi tökéletesedésére kell törekednie.

## Különbségek
A kereszténység és a buddhizmus között jelentős és alapvető különbségek vannak. A keresztény egyistenhittel szemben a buddhizmus ateista vallás, amelyben a megvilágosodáshoz lényegtelen, hogy létezik-e teremtő vagy sem. Ez szemben áll a kereszténységben fontos helyen álló Isteni kegyelemmel.
A buddhizmusban az ok-okozat elvén történnek a jelenségek a lét körforgatagában (szamszára). Egy másik nagy különbség a két hagyomány között az, hogy egy cselekedet, Krisztus keresztre feszítése, a bűnök bocsánatát eredményezte az emberiség számára. Ez ellentmond a buddhista tanításokban szereplő függő keletkezés 12 szemből álló oksági láncolatának.
Míg a buddhizmusban az időnek és a térnek nincs kezdete, sem vége, addig a keresztény teológiában a teremtés a földi élet kezdetét, a végítélet a jelenlegi világ (földi élet) végét jelenti.
A sok keresztény felekezet által hirdetett isteni "kegyelem" sem egyeztethető össze a buddhista karma fogalmával, amelynek hatását a buddhista tanítások szerint nem állíthatja meg senki. A karma, az ok-okozat törvénye magában foglalja a hatás-ellenhatás törvényét, a kiegyenlítődés törvényét és a megtorlás törvényét. A lélekvándorlás célja a folyamatos jobbá válás.

## Összehasonlítás
| Téma                                 | Buddhizmus | Kereszténység |
| ------------------------------------ | --- | --- |
| Központi alak                        | Buddha | Jézus |
| Eredet                               | Észak-India | Palesztina |
| Kialakulása                          | Kr. e. 5. század | 1. század |
| Elsődleges elterjedtség              | Kelet-, Dél- és Délkelet-Ázsia | Európa, Amerika, Fekete-Afrika, Ausztrália és Óceánia |
| Hívek száma                          | 400-500 millió | több mint 2 milliárd |
| Fő ágai                              | théraváda, mahájána, vadzsrajána | katolicizmus, protestáns egyházak, keleti egyházak |
| Közösségi hely                       | buddhista templom, kolostortemplom, pagoda | templom, imaház, gyülekezet, stb. |
| Szent irat                           | Tipitaka, Mahájána szútrák | Biblia |
| Fő tanítások                         | karma, dharma, lélekvándorlás, buddhaság | Jézus megváltási műve, Isten-szeretet, felebaráti szeretet |
| Vallási gyakorlatok                  | púdzsá, meditáció, nyolcrétű ösvény | ima, közösségi istentisztelet, keresztség a katolikusoknál egyéb gyakorlatok ("szentségek") |
| Egyéb gyakorlatok                    | lásd: buddhista gyakorlatok | önzetlen szolgálat, jótékonyság, megbocsátás, misszió, lemondás stb. lásd még: Hegyi beszéd |
| szeretet                             | A "mettá" jelentése: jóakarat, barátságosság, jó-szándék, barátság, kedvesség és a mások érdekeivel való törődés. A théraváda buddhizmusban ez a tíz tökéletesség közül az egyik és a négy mérhetetlen közül az első. | A második (legnagyobb parancs) így szól: szeresd felebarátodat, mint önmagadat. lásd még: felebaráti szeretet                                                                                  |
| könyörület és együttérzés            | A buddhizmus hangsúlyozza a könyörületet és az együttérzést, Tendzin Gyaco dalai láma külön könyvet írt a témáról: A könyörület ereje                                                                                 | Boldogok az irgalmasok: mert ők (Istentől) irgalmasságot nyernek. Irgalom nélkül sújtja a (vég)ítélet azt, aki nem gyakorolt irgalmasságot. Az irgalmasság azonban győzelmet arat az ítéleten. |
| adakozás                             | dána - a nagylelkűség vagy adakozás erénye alamizsna vagy más cselekedet formájában | Isten a jókedvű adakozót szereti Az irgalmas lelkű áldásban részesül, mert adott kenyeréből a szegénynek.                                                                                      |
| erőszakmentesség                     | ahimszá - erőszakmentesség minden élővel szemben | azt mondom nektek: ne szállj szembe a gonosszal, hanem ha megütik arcod jobb felét, fordítsd oda a balt is.                                                                                    |
| Tiltások, mentális akadályok         | harag, gőg, érzéki vágy, kapzsiság, hazugság, lopás stb. lásd még: béklyók | bűnös kívánság, haragtartás, bosszú, irigység, lopás, hazugság stb. |
| A cél                                | a létforgatagtól való megszabadulás | üdvösség |
| A cselekedetek hatása                | karma | végítélet |
| Túlvilág                             | újjászületések örökös láncolata (szamszára) | pokol vagy mennyország (új Föld) |
| Istenkép                             | ateista (Buddha nem foglalkozott Isten létezésének kérdésével) (lásd: Isten a buddhizmusban) | egyistenhit, illetve a legtöbb felekezetnél Szentháromság-tan |
| Természetfeletti lényekben való hit  | van lásd még: Buddhista kozmológia | van angyalok és démonok |
| Sok túlvilági segítő                 | van | a katolikus nézet szerint van |
| Szerzetesség                         | van | a protestáns egyházakban nincs, a többi ágazatban van |
| Étkezési törvények                   | van | mértékletességre és önkontrollra való felszólítás |
| Alkoholtilalom                       | van | önkontrollra való felszólítás |
| Kizárólagos érvényességre való igény | nincs | van |